# حصون آل شنان (الجوف)
حصون آل شنان هي إحدى قرى الجمهورية اليمنية. تتبع جغرافيا لمحافظة الجوف و إداريًا لمديرية المطمة. يبلغ تعداد سكانها 9004 نسمة حسب الإحصاء الذي أجري عام 2004.